# クローン
クローン（英語: clone）は、同一の起源を持ち、なおかつ均一な遺伝情報を持つ核酸、細胞、個体の集団。もとはギリシア語で植物の小枝の集まりを意味するκλών klōn から。1903年、ハーバート・ウェッバーが、栄養生殖によって増殖した個体集団を指す生物学用語として“clone” という語を考案した。本来の意味は挿し木である。

## 用語
クローンとはすなわち、分子・DNA・細胞・生体などのコピーである。
- 分子クローン - DNAなど生体分子を複製して得られるコピーの分子のこと。
- 遺伝子クローン（DNAクローン） - 1つのDNAからDNAクローニングで得られた遺伝子のこと。
- 細胞クローン - 単一の細胞から細胞培養によって作られた細胞集団のこと。
- 生物クローン - 未受精卵を用いた核移植や受精卵を用いた胚分割によって作られた、元の生物固体と同じ遺伝情報を持つ生物のこと。

これらは生物学実験や検査において、不可欠な技術である。クローンを作成することをクローニングと言う。

## 天然のクローン
無性生殖は、原則としてクローンを作る。

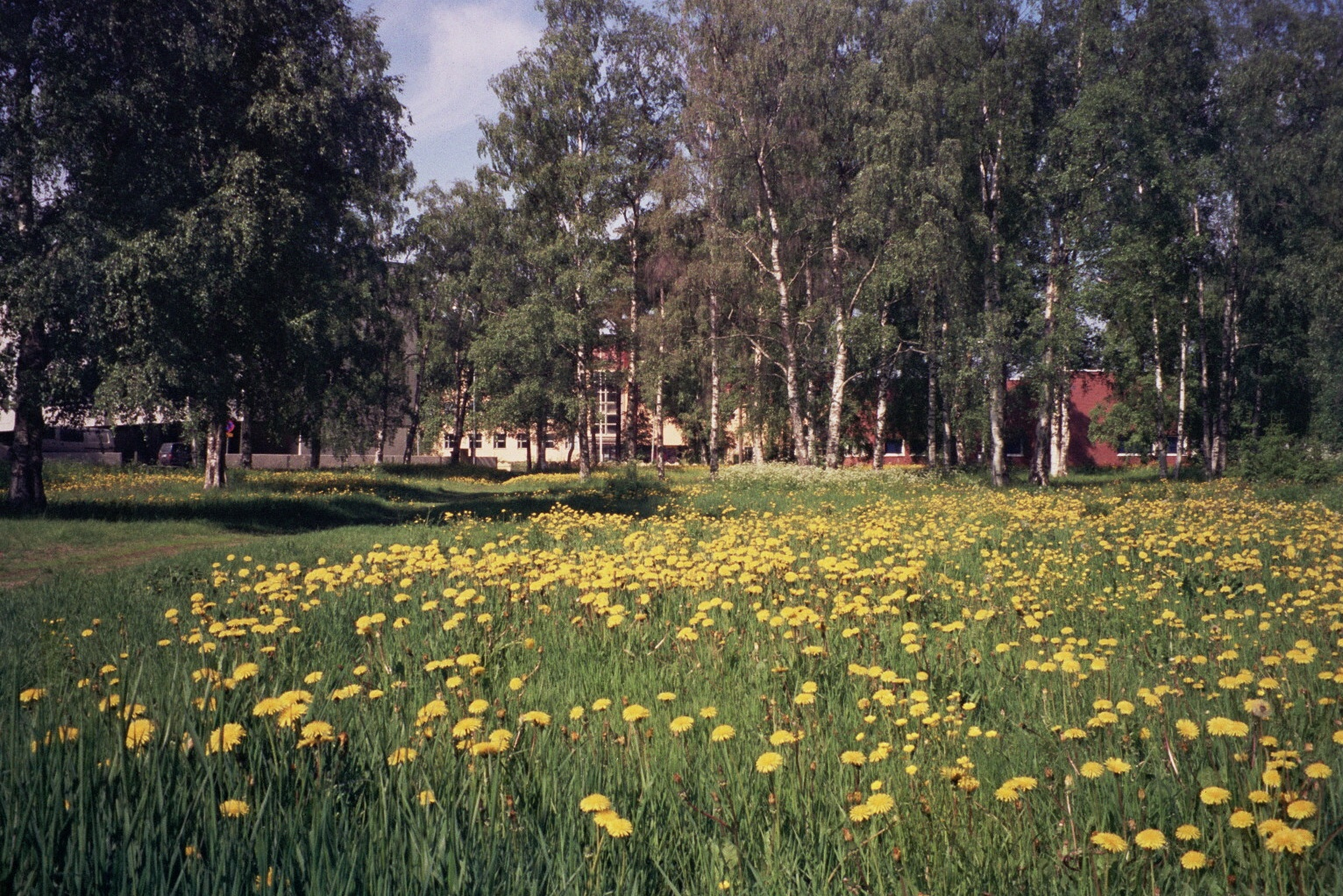
セイヨウタンポポの群落。おそらく1つのクローンである。

単細胞生物の細胞分裂は当然クローンとなる。有性生殖をするまで、群落は1つのクローンである。
- 雌性発生（英語版） - フナやドジョウなどの魚に見られる受精はするが精子由来のDNAは排除され、メスのクローンが生まれる[1]。
- 雄性発生（英語版） ‐マシジミでは雌性発生とは逆に、精子側のDNAがそのまま受け継がれ、雄のクローンが生まれる[1]。

体細胞クローンは、年齢の異なる一卵性双生児を作る、という見方もできる。
植物では栄養生殖がある。匍匐茎をのばして増殖する植物は、往々にして群落を形成するが、それらは同一のクローンから構成される。竹林、リンネソウはその例である。
一部の生物、特に三倍体の生物は、マクロには通常どおり種子や胞子を作っているようでも、減数分裂・融合を経ない無融合生殖を行い、子はクローンとなる。セイヨウタンポポが有名で、広大な範囲（アメリカのいくつもの州など）に渡るクローンを形成することもある。無融合生殖によるクローンは動植物を問わず見られる。ヤマコウバシは日本には雌株しか存在せず、一つの株のクローンであることが明らかとなっている。
カビでは、体細胞分裂により生殖子を作る無性生殖が広く行なわれており、クローンの子孫が生まれる。分生子を作る子嚢菌や不完全菌、胞子嚢胞子を作る接合菌類である。
アリなど、有性生殖もする個体が単為生殖している場合は、通常、減数分裂を経ており、クローンではない。
カニの一種キンチャクガニは、左右のはさみにイソギンチャクをつけて、防御などに用いるが、このイソギンチャクが片方だけ失われると、カニはイソギンチャクを2つに引き裂く。引き裂かれたイソギンチャクは、クローンとなり、数日で元の大きさになる。これは、ある動物が別の動物の無性生殖を促す唯一の事例である。
また、単一の受精卵が分裂して発生する一卵性双生児は天然のクローンと言える。

## クローンと進化
クローンは、遺伝的には均質であり、遺伝子という観点からは群落というよりはむしろ1つの個体であると言え、リチャード・ドーキンスなどはクローンを1つの巨大生物にたとえている。
天然にクローンを作る種では、進化により、それに応じた適応が生まれていると考えられる。具体的には、他のクローン個体に対する利他主義や、真社会性の進化が見られると予想される。雌が単為生殖により集団を作るアブラムシ類では真社会性のものが発見されているし、ヒドロ虫類など、無性生殖による群体を作るものには、分業が見られる例も多い。
適応という観点からは、親は自分のクローンのみを生めば、最も効率よく繁殖できることになる。しかしクローンでは遺伝的多様性が得られないため、単一の要因（伝染病、寄生虫など）により大きな被害を受ける可能性がある。このことが、クローンのみによる繁殖を行う種が少ないことの一因である。歴史的には、広くクローンで栽培されていたグロス・ミチェル品種のバナナが、パナマ病により絶滅した例がある。

## クローン技術

### 植物
植物については、古くから挿し木などのクローン技術が農業、園芸で利用されている。体細胞を材料とするクローンはメリクロン栽培として実用化されている。また、遺伝子をクローニングすることは、インスリン等さまざまな有用物質を生産する遺伝子工学や生物工学において、不可欠の技術となっている。
植物とは異なり、動物では、プラナリアやヒトデなどのごく一部の例外を除き、分化の進んだ体細胞や組織を分離してその細胞を動物個体に成長させることは、未だにできていない。分化の進んでいない（つまり多分化能を維持した状態の）受精卵ではそれが可能である。現在の技術では、胚や体細胞から取り出したDNAを含む細胞核を未受精卵に移植する「核移植」によってクローンを作成する。
胚分割
受精卵を分割して、それぞれから正常な個体クローンを作成する方法を胚分割という。この方法により初めての人工的なクローン動物が作成された。
核移植
クローン元の動物の細胞核を未受精卵に移植することによりクローンを作成する方法を核移植という。クローン元の動物の細胞核が、生殖細胞（胚細胞）由来の場合は胚細胞核移植、体細胞由来の場合は体細胞核移植という。分化した体細胞からクローンを作製するには、分化した核を飢餓状態に置き、細胞周期を停止させる。その後、核を除去した未受精卵と電気的刺激を与えることにより細胞融合を起こさせ、その後発生を促すことにより体細胞由来のクローンの胎子を作ることができる。1998年に若山照彦らは、体細胞を核を除去した卵子に直接注入することにより、細胞融合を行わずクローン個体を作製するホノルル法を開発した。現在、このホノルル法がクローン作成法の標準となっている。

## クローン動物
人工的な動物個体のクローンは、ウニの胚分割により1891年に初めて作成された。さらに、胚細胞核移植およびに体細胞核移植によるクローンは、カエルのものが初めて作成された。哺乳類のクローンは、ヒツジのものが1996年に始めに作られた。細胞融合を必要とする体細胞核移植では、1998年にウシにおいてもクローンが作成された。細胞融合を必要としない体細胞核移植であるホノルル法によって、1997年にマウスのクローンが作成された。現在は、ホノルル法を用いて、ネコ、ウマ、ヤギ、ウサギ、ブタ、ラット、ラクダ、サルなど多くの哺乳動物で、体細胞由来のクローン作成の成功例が報告されている。
ウニ
1891年にハンス・ドリーシュは、ウニの受精卵を分割して、それぞれから正常なウニの幼生を発生させることに成功した。これは初めて人工的に作製された動物個体のクローンであった。
カエル
未受精卵に胚細胞の核を移植する方法（胚細胞核移植）による最初のクローン動物は、1952年にロバート・ブリッグスとトーマス・キングによりヒョウガエルから作られた。このときは、分化の進んでいない初期胚の細胞や核を不活化した未受精卵に移植することによりクローンを作成した。動物の体細胞の核を未受精卵に移植する方法（体細胞核移植）による最初のクローンは、1962年にジョン・ガードンによりアフリカツメガエルのオタマジャクシから作られた。
コイ
1963年に中国の童第周が作製した、初めての魚類のクローンである。オスのアジア鯉のDNAを抽出し、メスのアジア鯉の卵に移植した。1973年には、オスのアジア鯉のDNAをメスのヨーロッパ鯉の卵に移植し、初めての生物種間をまたがるクローンを作製した。
ヒツジ
哺乳類のクローンは、ヒツジのものが始めに作られた。1981年に、Steen Willadsenはヒツジの受精卵からクローン個体を作製した。さらに1984年に、分化の進んでいない初期胚を未受精卵に核移植することでクローンを作製した。1995年にはロスリン研究所で、分化の進んだ胚細胞からメーガンとモラグという二体のヒツジのクローンが作製された。1996年7月には、ロスリン研究所のイアン・ウィルムットとケイス・キャンベルによって、ヒツジの乳腺細胞核の核移植によるクローン、ドリー（2003年2月14日死亡）が作られた。これは哺乳類で初めて体細胞から作られたという点で注目を集めた。さらに、1997年には同研究所において、人為的に改変を加えた遺伝子を持つトランスジェニックヒツジのクローンポリーとモリーが作成された。これはトランスジェニック動物のクローンとして世界で初めてのものである。
マウス
1986年、ソ連の科学者は、マーシャ ("Masha") と呼ばれるマウスのクローンを胚細胞核移植によって作製した。1997年、ハワイ大学マノア校の柳町隆造研究室の若山照彦らによって、ホノルル法を用いた初めてのクローンがマウスから作成された。このマウスは、Cumulinaと名付けられた。2008年には、同じく若山照彦によって冷凍保存された細胞からマウスのクローンが作成された。これは冷凍保存された細胞から作られたクローンとして世界で初めてのものである。
ブタ
2000年3月、初めてのブタのクローンが、ドリーと同じくロスリン研究所によって体細胞から作成された。この時作成された5匹のクローンはMillie, Christa, Alexis, Carrel, そしてDotcomと名付けられた。
2000年7月には、世界で2例目、日本では初めての事例となるゼナ（雌、梅山豚）が農業生物資源研究所などによって産み出された。ゼナは子豚を産み、2010年に寿命を終えた。クローン動物による正常な繁殖能力と正常な寿命の実例となった。
2014年までに中国のBGIは新薬テストのために500頭のブタクローンを作成している。
ガウル
2001年1月、初めての絶滅危惧種のクローンが作成された。誕生したガウルのクローンは2日後に死亡した。
ネコ
2001年12月にテキサスA&M大学の研究者がCC (コピーキャット、クローンキャットの意) と呼ばれる初めてのネコのクローンを作製した。CCはクローン元の猫と全く同じDNAを持つにもかかわらず、性格はそれぞれ異なっていた。例えば、CCは好奇心旺盛で活発だったが、クローン元の猫は恥ずかしがりやで臆病だった。また、毛の色も異なる。2004年には、初めての商業用ペットとしてのネコクローンリトルニッキーがGenetic Savings & Clone社によって作製された。
ラット
2003年、初めてのラットのクローンであるRalphが中国とフランスの研究者によって作成された。
ウマ
2003年5月28日、初めてのウマのクローンであるPrometeaがイタリアの研究所で作成された。
イヌ
2005年、哺乳類において最も生殖工学の適用が難しいと考えられていたイヌでのクローン作製が、韓国の研究者グループによって報告された。このイヌはスナッピーと名付けられた。ところが、このイヌのクローンについて発表したソウル大学の黄禹錫教授らに関して、2005年末に『ヒト胚性幹細胞捏造事件』（ES細胞論文の捏造・研究費等横領・卵子提供における倫理問題）が発覚し、これを契機に過去の主だった論文の精査が行なわれた。結局、それまでの黄禹錫の発表成果のうちイヌクローンのみは成功していたことが立証された。2017年には世界初の遺伝子組み換えクローン犬「竜竜」が中国で作製されて韓国に続いて中国は犬体細胞クローン技術を独自に確立した国となった。2019年、中国昆明市および北京市の公安当局は、クローンにより誕生した警察犬を導入した。
オオカミ
2007年、初めてのオオカミのクローン2頭がソウル大学の李柄千（イ・ビョンチョン）らによって作成された。このオオカミはSnuwolfおよびSnuwolffyと名付けられた。このうち1頭 Snuwolfは2009年に死亡した。
2011年に若山照彦は、絶滅種であるニホンオオカミをクローン技術により復元する構想を発表したが、2022年時点では未来技術として示唆するにとどまっている。
ブカルド（ピレネーアイベックス）
2009年1月、初めての絶滅種のDNAを用いたクローンがスペインの研究所で作成された。ピレネーアイベックスは2000年に絶滅しているが、その組織と細胞は冷凍保存されていた。このクローンは誕生7分後に肺障害で死亡した。
サル
2018年1月、中国科学院は体細胞核移植を用いた世界初の霊長類（カニクイザル）のクローン「中中と華華」を米科学誌セルで発表した。研究チームの責任者は「理論上はクローン人間も可能になった」と述べた。2019年1月には同研究チームは新薬テストなどでの利用を目的とした世界で初めてゲノム編集されたサルのクローンを発表した。

ヒト

ヒトのクローンは未だ成功していないとする考えが一般的ではある。「クローン人間」というと、「自分と姿・形が全く同じ人間」というイメージが一般にあるが、仮に自分のクローンを作る場合、誕生した時点ではクローンは赤ん坊であるため、現在の自分とは年齢のギャップが生じる。また発生生物学的にも血管のパターン（配置構造）や指紋などは後天的な影響によるものと考えられており、生体認証の上で利用される血管パターンや指紋の同一な個体の発生率は遺伝的に異なる他の個体と同程度であると考えられている（ただし認証手法によって技術的に同一と判定される率は変化する）ことから、クローン体を用いて生体認証のコンピュータセキュリティを突破しようとすることは現実的ではない。

## 再生医療への応用
個体全身を作製するクローンではなく、体細胞クローン技術やその途中経過である移植者自身の体細胞より発生した幹細胞を利用することで、臓器を複製し機能の損なわれた臓器と置き換えたり、あるいは幹細胞移植による再生医療も研究されている。

## 法規制
日本におけるクローン技術規制法のように、世界各国でヒトクローンを禁止する枠組みができつつある。理由としては、先ほど出たような寿命が短いというような問題の他に、「外見の全く一緒の人達が何人もいると社会制度上大変なことになる」「優秀な人間のクローンをたくさん作り優秀な人間だけの軍隊を作る」、「独裁者がクローンで影武者を立てる」などといった事態が起こるから、ということが挙げられるが、上記のように根本的に不可能なものがある。また、「優秀な人間だけの軍隊・野球チーム・サッカーチーム」などという存在は、生まれてきたクローン人間に強制的に軍人やスポーツ選手の道を歩ませない限り不可能であり、これは「クローン人間に普通の人間並みの人権を認めない」ということになり人権上問題があるばかりか、ある意味奴隷制度にもつながりかねないものである。なお、研究上ネアンデルタール人等といった古人類のクローンについては規定が明確ではなくグレーの部分がある。絶滅した古人類をヒトとして扱うか動物として扱うかは本来法的に問題にならないが、クローン技術で復活させて研究する等といった、技術的な進歩次第では人類進化のための研究を認めるか等を考慮する必要性が発生することも考えられる。
菅沼信彦はいくら法規制をしたとしても、権力者が自分のクローンを作ろうとすることは止められないだろうと述べている。
加藤尚武は、「（クローンの作成が）ドイツでは禁止されているから、アメリカで作ろう」というような事態が起きないように、全世界共通の倫理基準を作るべきだと主張している。
このような禁止措置はES細胞、iPS細胞などの生命科学の発展の障害となる可能性があり、考え方の対立が問題となっている。

## 宗教の見解
多くの宗教はクローン(特に人間のクローン)の作成について批判的な見解を持っている。
- 浄土宗は、ラエリアン・ムーブメントによるクローン人間作製の発表後に、それを批判する声明を出した。クローン人間の作成は「いのち」への冒涜であり、「人間の優劣・差別、支配・被支配につながるとともに、奴隷人間の生産という修羅道への転落を予告するものである」と主張した[20]。
- 日本のカトリック教会においては、日本司教協議会が、クローン人間も絶対的価値と尊厳を有する「人間」であることに変わりはなく、「人間」を作る行為は神によってのみなされるべきものであって人間の手でなすべきことではないと主張している。また、クローン人間が持つ「男女の営みにおいて誕生し、父と母とのもとで養育される権利」を誰が保証するのかが明らかになっていない点を批判している。さらに、ヒトのクローンの研究が人間の生命維持に貢献するかどうかわからないことも問題視している[21]。

クローン人間作製を推進するラエリアン・ムーブメントの関連企業であるクロネイド社は、ES細胞を用いたクローン技術によって、人工臓器を作ることができ、多くの人々を救えると主張している。また、不妊に苦しむカップルにとっては、クローン技術こそ子孫を残すための唯一の方法であるとしている。